# Église Saint-Nicolas de Martinci
Pour les articles homonymes, voir Église Saint-Nicolas.
L'église Saint-Nicolas de Martinci (en serbe cyrillique : Црква Светог Николе у Мартинцима ; en serbe latin : Crkva Svetog Nikole u Martincima) est une église orthodoxe serbe située à Martinci, dans la province de Voïvodine, dans le district de Syrmie et sur le territoire de la de Ville de Sremska Mitrovica en Serbie. Elle est inscrite sur la liste des monuments culturels de grande importance de la république de Serbie (identifiant no SK 1326).

## Présentation

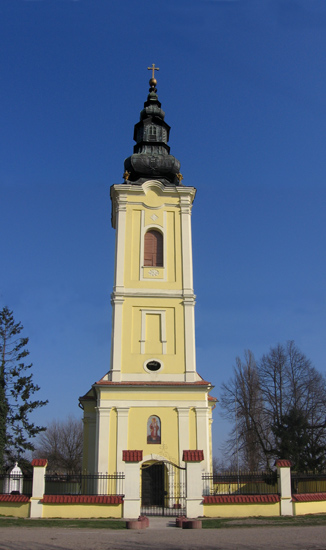
Autre vue de l'église.

L'église Saint-Nicolas a été construite dans la seconde moitié du XVIIIe siècle. Caractéristique de l'architecture baroque, elle est constituée d'une nef unique prolongée par une abside demi-circulaire ; la façade occidentale est dominée par un clocher à deux étages surmonté d'un bulbe aplati, d'une lanterne et d'une croix. Les façades sont rythmées horizontalement par une corniche courant au-dessous du toit et, verticalement, par des pilastres moulurés encadrant des ouvertures arrondies sans décoration particulière ; la même décoration, très simple, se retrouve au niveau du clocher.
À l'intérieur, la nef, constituée de plusieurs travées, est couverte de voûtes sphériques renforcées par des arcs.
L'iconostase, de style baroque, a été réalisée en 1780 par un maître sculpteur inconnu ; les icônes qu'elle abrite ont été peintes en 1782 par Mojsej Subotić ; cet artiste a également réalisé les médaillons des « portes royales ». Les fresques de l'église sont l'œuvre d'un peintre inconnu du XIXe siècle.
Des travaux partiels de restauration ont été effectués sur l'église en 1988.